# Šumanovci
Šumanovci (1869-ig Šumanovac) falu Horvátországban, Pozsega-Szlavónia megyében. Közigazgatásilag Kutjevohoz tartozik.

## Fekvése
Pozsegától légvonalban 12, közúton 15 km-re északkeletre, községközpontjától 7 km-re délnyugatra, a Pozsegai-medencében, a Pozsegáról Nekcsére menő 51-es főút mentén, Cerovec és Tominovac között fekszik.

## Története
A település középkori létezéséről írásos nyom nem maradt. A török kiűzését követően a török uralom alatt maradt Boszniából katolikus horvátok és pravoszláv szerbek települtek be. Ez a betelepült lakosság azonban a Bošnjak családot kivéve hamarosan kihalt, vagy elköltözött. 1698-ban „Sumanovczi” néven 2 portával szerepel a török uralom alól felszabadított szlavóniai települések összeírásában. 1740 után a Bošnjak család is eltűnik a településről, majd rövidesen a 18. század közepén új, katolikus horvát lakosság települt be. Közülük többen a ma is itt élő lakosság ősei. 1730-ban 13, 1746-ban és 1760-ban 5 ház állt a településen.
Az első katonai felmérés térképén „Dorf Shumanovacz”néven látható. Lipszky János 1808-ban Budán kiadott repertóriumában „Sumanovacz” néven szerepel. Nagy Lajos 1829-ben kiadott művében „Sumanovácz” néven 19 házzal és 165 katolikus vallású lakossal találjuk.
A településnek 1857-ben 146, 1910-ben 220 lakosa volt. 1910-ben a népszámlálás adatai szerint lakosságának 94%-a horvát, 6%-a cseh anyanyelvű volt. Pozsega vármegye Pozsegai járásának része volt. Az első világháború után 1918-ban az új szerb-horvát-szlovén állam, majd később (1929-ben) Jugoszlávia része lett. 1991-ben lakosságának 99%-a horvát nemzetiségű volt. A településnek 2011-ben 139 lakosa volt.

## Lakossága
| Lakosság változása | Lakosság változása | Lakosság változása | Lakosság változása | Lakosság változása | Lakosság változása | Lakosság változása | Lakosság változása | Lakosság változása | Lakosság változása | Lakosság változása | Lakosság változása | Lakosság változása | Lakosság változása | Lakosság változása | Lakosság változása |
| ------------------ | ------------------ | ------------------ | ------------------ | ------------------ | ------------------ | ------------------ | ------------------ | ------------------ | ------------------ | ------------------ | ------------------ | ------------------ | ------------------ | ------------------ | ------------------ |
| 1857               | 1869               | 1880               | 1890               | 1900               | 1910               | 1921               | 1931               | 1948               | 1953               | 1961               | 1971               | 1981               | 1991               | 2001               | 2011               |
| 146                | 127                | 147                | 154                | 195                | 220                | 223                | 213                | 171                | 165                | 172                | 174                | 157                | 165                | 164                | 139                |